# Längdmarkering

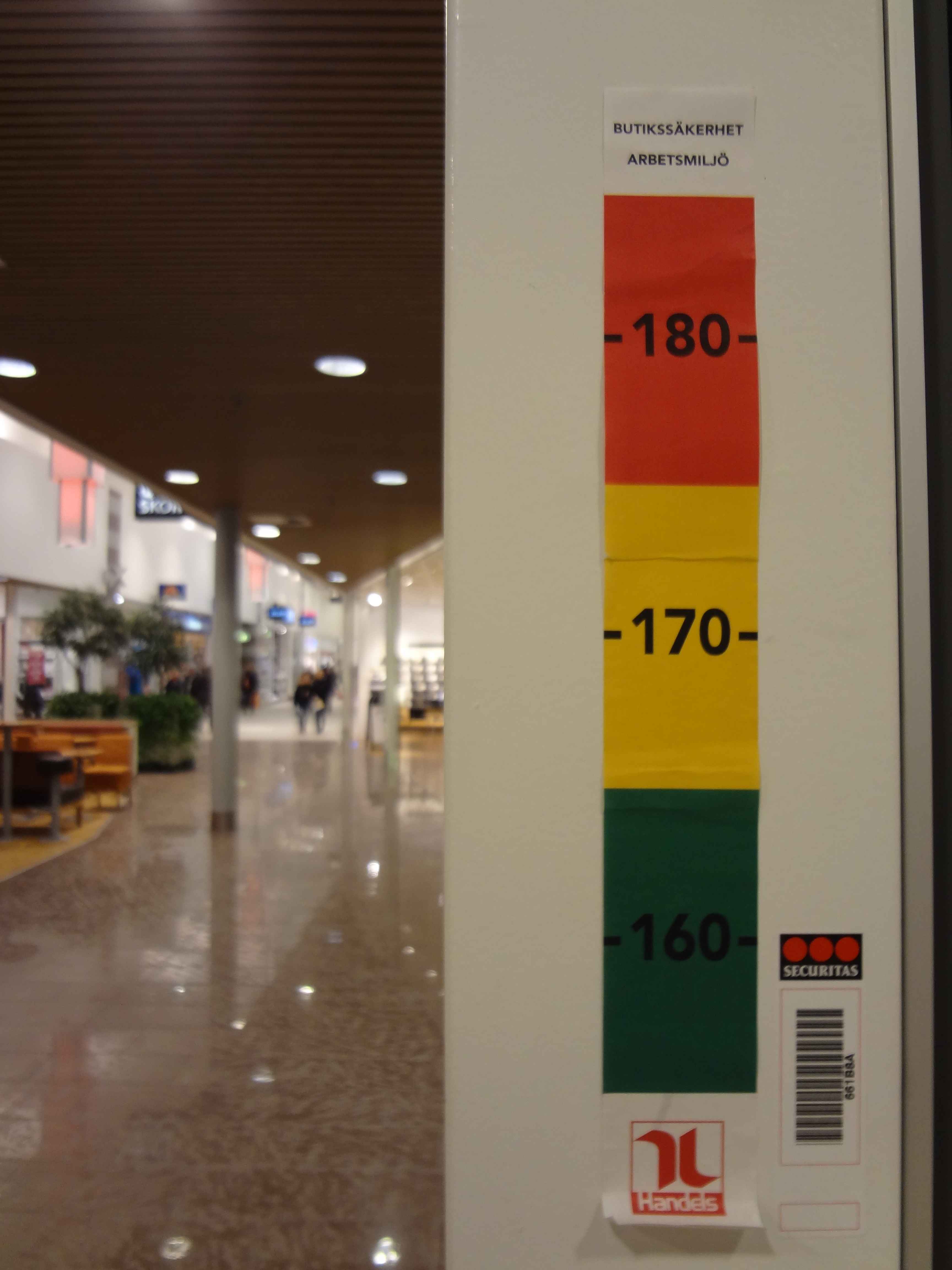
Längdmarkeringar vid utgången av en affär i Tuna Park.

Längdmarkering, mätsticka eller längdsticka är en markering på en vägg för att se personers kroppslängd.
Längdmarkeringar används i butiker och liknande lokaler för att avgöra brottslingars kroppslängd vid bland annat rån. Detta för att personalen tillsammans med andra iakttagelser ska kunna ge ett bra gärningsmanna-signalement till polisen. En anledning till att använda längdmarkering är att personalens minnes- och uppskattningsförmåga kan variera mellan personer samt påverkas vid chocktillstånd. Polisen rekommenderar att längdmarkeringar placeras vid entré, personalentré, varuintag, kassalinje, på kontoret och vid lagerdörrar. Sådana längdmarkeringar består ofta av flerfärgad tejp med en färg för varje decimeterintervall; 160 cm (grön), 170 cm (gul) och 180 cm (röd).
Det finns även mätstickor avsedda för barnrum så att barnen kan mäta sig. Dessa kan vara tillverkade i trä och brukar vara dekorerade.